# 알라스 해협

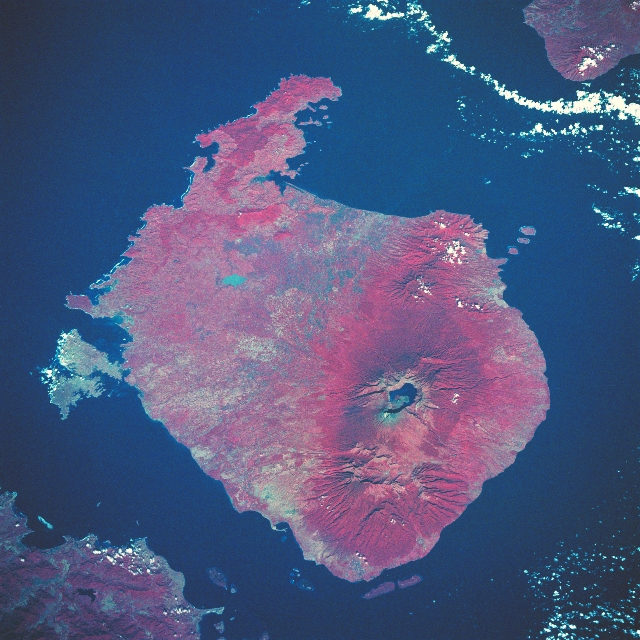
가운데가 롬복섬과 붉게 표시된 린자니산, 아래쪽이 알라스 해협과 숨바와섬, 위쪽이 롬복 해협과 발리섬. 1992년 5월 적외선 촬영.

알라스 해협 (Alas Strait)은 인도네시아 누사틍가라바랏 주에 속한 롬복섬과 숨바와섬 사이의 해협이다.
해수면이 현재보다 75m 낮았던 14,000년 전에는 해협이 육지로 드러나 있어서
,
현재의 롬복섬, 숨바와섬, 코모도섬, 플로레스섬, 솔로르섬, 아도나라섬, 렘바타섬이 하나로 이어져 있었다.

## 같이 보기
- 롬복 해협
- 순다 해협
- 마카사르 해협
- 월러시아